# Клименко Микола Олександрович
Клименко Микола Олександрович - директор навчально-наукового інституту агроекології та землеустрою Національного університету водного господарства та природокористування (НУВГП), м. Рівне. Доктор сільськогосподарських наук, професор, заслужений діяч науки Міжнародної академії наук екології та безпеки життєдіяльності (МАНЕБ). Академік Української екологічної академії наук (УЕАН). Керівник галузевої науково-дослідної лабораторії зі сталого розвитку регіону, голова спеціалізованої вченої ради щодо захисту дисертацій при НУВГП. Очолює обласну організацію Всеукраїнської екологічної ліги та регіональне відділення (МАНЕБ).
Член Науково-методичної комісії напряму «Екологія, охорона навколишнього середовища та збалансоване природокористування», член робочої групи з розробки галузевих стандартів вищої освіти з цього ж напряму, експерт з екології Міністерства освіти і науки України. Бере участь у редакційних колегіях наукових видань та збірниках наукових праць, а саме: «Вісник Національного університету водного господарства та природокористування», «Вісник УДАВГ».
Нагороджений двома медалями СРСР, орденом «За заслуги перед МАНЕБ» МАНЕБ (2010 р.), орденами «За заслуги» (2011 р.) та «За подвиг в ім’я людства» (2013 р.) Всеукраїнської громадської організації інвалідів «Союз Чорнобиль України», орденом «Бронзовий козацький хрест» ІІІ ступеня Українського Реєстрового козацтва (2015 р.), орденом «За заслуги І ступеня» Української Спілки ветеранів Афганістану (2015 р.); бронзовою медаллю ВДНГ СРСР (1984 р.), медалями «Відмінник прикордонних військ» Української Спілки ветеранів Афганістану (2013 р.), ім. М.В. Ломоносова МАНЕБ (1996 р.); нагрудним знаком «Відмінник освіти України» МОН України (1996 р.), «Слава і честь» Української Спілки ветеранів Афганістану (2014 р.); почесними грамотами Кабінету міністрів України (2002 р.), Державного комітету України по водному господарстві (2005 р.), МОН України (2007 р.), Всеукраїнської екологічної ліги (2010 р.), Міністерства екології та природних ресурсів, Рівненської обласної ради та Верховною Ради України (2013 р.); почесною грамотою Всеукраїнської екологічної ліги (2015 р.); дипломами ВДНГ України та іншими нагородами громадських організацій. За вагомі досягнення в навчальній, науковій, методичній роботі Микола Олександрович отримав понад 40 заохочень.

## Біографія
Народився Микола Олександрович 2 січня 1945 року в селі Синява Рокитнянського району Київської області в сім’ї робітників. Закінчив Українську сільськогосподарську академію за спеціальністю «Агрохімія та ґрунтознавство» (1973 р.) та в Інститут післядипломної освіти НУВГП за спеціальністю «Екологія та охорона навколишнього середовища» (2014 р.).
Трудовий шлях розпочав електромонтажником (1963 р.). Служив у Прикордонних військах СРСР на кордоні з Афганістаном (1967 р.). У НУВГП працює з вересня 1973 р. на посадах молодшого наукового співробітника, аспіранта, асистента, старшого викладача, доцента, професора кафедри меліоративного ґрунтознавства та землеробства. В 1992 р. обраний завідувачем кафедри охорони навколишнього середовища та охорони праці. Протягом 1995-2006 рр. обіймав посаду декана факультету екології та землевпорядкування. 
У 1981 р. захистив кандидатську дисертацію, у 1991 р. – докторську. Звання доцента отримав у 1985 p., професора – у 1992 р.
М.О. Клименко – досвідчений науково-педагогічний працівник, знаний в Україні і Польщі. Має близько 500 наукових публікацій (в тому числі виданих у співавторстві і одноосібно), 14 підручників, 26 посібників з грифом МОН України, 13 монографій. Його наукові розробки захищені 22 авторськими свідоцтвами і патентами. У співавторстві видав понад 20 типових навчальних програм з нормативних дисциплін підготовки фахівців за напрямом «Екологія, охорона навколишнього середовища та збалансоване природокористування».
Наукова школа Миколи Олександровича розробляє і впроваджує спеціальні заходи з реабілітації сільськогосподарських угідь, забруднених радіонуклідами після катастрофи ЧАЕС, рекомендації щодо підвищення родючості гігроморфних ґрунтів Полісся, покращення стану урбоекосистеми та збалансованого використання природних ресурсів у басейнах річок.

## Визнання
- Нагороджений орденом «За заслуги» ІІІ ступеня за значний особистий внесок у державне будівництво, соціально-економічний, науково-технічний, культурно-освітній розвиток України, вагомі трудові здобутки та високий професіоналізм. (Указ Президента України від 27 червня 2015 року № 367)
- Почесне звання: «Заслужений діяч науки і техніки України» (1998 р.)

## Основні наукові праці

### Підручники
- Клименко М.О., Скрипчук П.М. Стандартизація і сертифікація в екології: Підручник. - Рівне: УДУВГП, 2003. – 202 с.
- Клименко М.О., Залеський І.І. Екологія людини: Підручник. – К.: Видавничий центр «Академія», 2005. – 227 с. (Альма-матер).
- Клименко М.О., Прищепа А.М., Вознюк Н.М. Моніторинг довкілля: Підручник. – К.: Видавничий центр «Академія», 2006. – 360 с. (Альма-матер).
- Клименко М.О., Скрипчук П.М. Метрологія, стандартизація і сертифікація в екології: Підручник. – К.: Видавничий центр «Академія», 2006. – 368 с. (Альма-матер).
- Клименко М.О., Фещенко В.П., Федишин Б.М., Прищепа А.М., Вознюк Н.М. Моніторинг довкілля: Підручник за редакцією Фещенка В.П. – Житомир: видавництво «Друк», 2006. – 309 с.
- Клименко М.О., Некос А.Н., Багрова Л.О. Екологія людини: Підручник. – Х.: ХНУ імені В. Н. Каразіна, 2007. – 336 с.
- Боголюбов В.М., Клименко М.О., Мокін В.Б. і ін. Моніторинг довкілля: Підручник – Вінниця: ВНТУ, 2010 – 232 с.
- Боголюбов В.М., Клименко М.О., Мокін В.Б. і ін. Моніторинг довкілля: Підручник – Херсон: Грінь Д.С., 2011 – 560 с.
- Клименко М.О., Петрук В.Г., Мокін В.Б., Вознюк Н.М. Методологія та організація наукових досліджень в екології: Підручник – Херсон: ПП «Олді-плюс», 2012 – 475 с.
- Боголюбов В.М., Клименко М.О., Мельник Л.Г., Прилипко В.А., Клименко Л.В. Стратегія сталого розвитку: Підручник - Херсон: «ОЛДІ-ПЛЮС», 2012 – 446 с.
- Клименко М.О., Сафранов Т.А., Губанов О.Р., Бєдункова О.О. та ін. Управління та поводження з відходами: Підручник – Одеса: ОДЕУ, 2012 – 271 с.
- Клименко М.О., Шмандій В.М., Голік Ю.С., Прищепа A.M. та ін. Екологічна безпека. Херсон: Олді-плюс, 2013 (гриф МОНМС, Лист №1/11-5133 від 23.06.11р) – 366 с.
- Залеський І.І., Клименко М.О. Екологія людини: підручник / І.І. Залеський, М.О. Клименко. – Херсон: ОЛДІ-ПЛЮС, 2014 – 340 с.
- Клименко М.О., Прищепа А.М., Стецюк Л.М., Брежицька О.А. Екологічне інспектування: підручник / М.О. Клименко, А.М. Прищепа, Л.М. Стецюк, О.А. Брежицька – Херсон: ОЛДІ-ПЛЮС, 2014 – 400 с.
- Клименко М.О., Петрук В.Г., Мудрак О.В. та ін. Вступ до фаху: підручник / М.О. Клименко, В.Г. Петрук, О.В. Мудрак, Р.В. Петрук, Л.В. *Клименко, Н.В. Гнілуша. – Херсон: ОЛДІ-ПЛЮС, 2015 – 428 с.
- Клименко М.О., Герасимчук З.В., Клименко О.М. та ін. Розвитологія: підручник. / М.О. Клименко, З.В. Герасимчук, О.М. Клименко, Л.В. *Клименко. – Херсон: ОЛДІ-ПЛЮС, 2015 – 280 с.
- Клименко М.О., Пилипенко Ю.В., Гроховська Ю.Р. та ін. Гідроекологія: підручник / М.О. Клименко, Ю.В. Пилипенко, Ю.Р. Гроховська, О.В. Лянзберг, О.О. Бєдункова. – Херсон: ОЛДІ-ПЛЮС, 2015 – 380 с.

### Посібники
- Клименко Н.О., Лыко Д.В. Разработка систем земледелия на мелиоруемых землях: Пособие. - Киев: УМКВО, 1988. – 182 с.
- Клименко М.О., Скрипчук П.М. Метрологія і стандартизація в екології: Навчальний посібник. Рівне: 1999. – 250 с.
- Клименко М.О., Гриб Й.В., Сондак В.В. Відновна гідроекологія порушених річкових і озерних систем (гідрохімія, гідробіологія, гідрологія, управління) Том І.: Навчальний посібник. - Рівне, 1999. – 348 с.
- Клименко М.О., Гриб Й.В., Сондак В.В., Волкова Л.А. Відновна гідроекологія порушених річкових і озерних систем (гідрохімія, гідробіологія, гідрологія, управління) Том II.: Навчальний посібник. - Рівне, 1999. – 198 с.
- Клименко М.О., Вакуленко О.Л., Сахнюк О.В. Англо-український тлумачний словник термінів і термінологічних скорочень з екології та охорони довкілля: Посібник. – Рівне: РДТУ, 2001. – 336 с.
- Клименко М.О., Меліхова Т.М. Довідник екологічного стану м. Рівне: Навчальний посібник. – Рівне: Волинські обереги, 2001. – 143 с.
- Клименко М.О., Залеський І.І. Екологія людини: Навчальний посібник – Рівне: УДУВГП, 2004. – 227 с.
- Клименко М.О., Трушева С.С., Гроховська Ю.Р. Відновна гідроекологія порушених річкових та озерних систем (гідрохімія, гідробіологія, управління) Том III.: Навчальний посібник. – Рівне: УДУВГП, 2004. – 211 с.
- Клименко М.О., Лико Д.В. Навчально-польові практики: Навчальний посібник. – К.: Кондор, 2004. – 204 с.
- Клименко М.О., Прищепа А.М., Вознюк Н.М. Моніторинг довкілля: Навчальний посібник. – Рівне: УДУВГП, 2004. – 232 с.
- Клименко М.О., Фещенко В.П., Борисюк Б. В., Волинчук М.К. Метрологія та методологія досліджень в радіоекології: Навчальний посібник. – Житомир: ДАУ, 2004. – 150 с.
- Клименко М.О. Стратегія і її роль в реформуванні вищої освіти в Україні: Навчальний посібник. – Рівне: ТзОВ «Овід», 2005. – 210 с.
- Клименко М.О., Фещенко В.П., Скрипчук П.М. Екологічна стандартизація і сертифікація: Навчальний посібник. – Житомир: видавництво «Друк», 2006. – 215с.
- Клименко М.О., Мороз О.С. Комп’ютерні ігри в екології: Навчальний посібник. – Рівне: НУВГП, 2006. – 228 с.
- Клименко М.О., Гроховська Ю.Р., Бєдункова О.О. Гідроекологія: Навчальний посібник для дистанційного навчання. – Рівне: НУВГП, 2008. – 178 с.
- Клименко М.О., Ліхо О.А., Матушевська Н.Р., Статник І.І., Михальчук М.А., Гринюк Т.Ю. Екологія: Навчальний посібник. – Рівне: НУВГП, 2008.
- Клименко М.О. Радіоекологія: Навчальний посібник. – Рівне: НУВГП, 2008. – 224 с.
- Клименко М.О., Фещенко В.П., Вознюк Н.М. Основи та методологія наукових досліджень – К.:Аграрна освіта, 2010 – 351с.
- Клименко М.О., Клименко Л.В. Вступ до фаху, - Рівне: НУВГП 2010. – 324 с.
- Клименко М.О., Прищепа А.М., Клименко О.М. Екологічне інспектування. Навч. посібник. – Рівне: НУВГП, 2010. - 373 с.
- Клименко М.О., Боднар О.І., Пилипенко Ю.В., Прищепа А.М., Вознюк Н.М. Моніторинг довкілля - Херсон: Олді-плюс, 2010. – 208с.
- Клименко М.О., Клименко М.О. Стратегія сталого розвитку – Рівне: 2010 – 267с.
- Клименко М.О., Боднар О.І., Пилипенко Ю.В. Екологія міських систем - Херсон: Олді-плюс, 2010. – 267 с.
- Клименко М.О., Рокочинський А.М., Бєдункова О.О., Маланчук Є.З., Жомирук Р.В., Романченко С.Ю. Утилізація твердих побутових відходів – Рівне: 2010 – 307 с.
- Клименко М.О., Залеський І.І. Техноекологія - К.: Видавничий центр «Академія», 2011р. – 256 с.
- Клименко М.О., Михальчук М.А., Гринюк Т.Ю., Буднік З.М. Український екологічний тлумачний словник Навчальний посібник – Рівне: НУВГП, 2011. – 311 с.
- Клименко М.О., Боголюбов В.М., Клименко Л.В., Брежицька О.А. Практикум з розробки стратегій місцевого сталого розвитку: навчальний посібник [М.О. Клименко, В.М. Боголюбов, Л.В. Клименко, О.А. Брежицька] / За ред. М.О. Клименка і В.М. Боголюбова. – Херсон: ОЛДІ-ПЛЮС, 2013 – 230 с.
- Клименко М.О., Прищепа А.М., Стецюк Л.М., Брежицька О.А. Екологічне інспектування. Практикум: навчальний посібник – Рівне: НУВГП, 2014 – 236 с.
- Клименко М.О., Прищепа А.М., Стецюк Л.М., Брежицька О.А. Екологічне інспектування. Практикум: навчальний посібник / М.О. Клименко, А.М. Прищепа, Л.М. Стецюк, О.А. Брежицька – Херсон: ОЛДІ-ПЛЮС, 2014 – 228 с.
- Клименко М.О., Борисюк Б.В., Колесник Т.М. Збалансоване використання земельних ресурсів: Навчальний посібник / М.О. Клименко, Б.В. Борисюк, Т.М. Колесник. – Херсон: ОЛДІ-ПЛЮС, 2014 – 552 с.
- Гриб Й.В., Клименко М.О., Сондак В.В., Гуцол А.В. та ін. Моніторинг природокористування та стратегія реабілітації порушених річкових і озерних екосистем: навчальний посібник / Й.В. Гриб, М.О. Клименко, В.В. Сондак, А.В. Гуцол, С.О. Мушит, Д.Й. Войтишина. – Вінниця: ФОП Рогальська І.О., 2015. – 486 с.

### Монографії
- Клименко Н.А. Почвенные режимы гидроморфных почв Полесья УССР. Монография. – Киев: УСХА, 1990. – 173 с.
- Клименко Н.А., Шевченко Н.Н., Лыко Д.В. Особенности земледелия на мелиорованых землях Полесья Украины. Монография. – Киев: Наукова думка, 1992. – 175 с.
- Клименко М.О., Гроховська Ю.Р. Оцінка екологічного стану водних екосистем басейнів річок Прип’яті за вищою водною рослинністю. Монографія. Рівне: НУВГП, 2005. – 194 с.
- Клименко М.О., Вознюк Н.М. Екологічний стан української частини Єврорегіону «Буг». Монографія. – Рівне: НУВГП, 2007. – 203 с.
- Клименко М.О., Мольчак Я.О., Фесюк В.О., Залеський І.І. Рівне: природа, господарство та екологічні проблеми. Монографія. – Рівне: НУВГП, 2008. – 314 с.
- Клименко М.О., Бєдункова О.О. Кругообіг важких металів у водних екосистемах: Монографія. – Рівне: НУВГП, 2008. – 216 c.
- Клименко М.О., Лико Д.В., Лико С.М. Якість та ефективність фосфоритів: Монографія. – Рівне: НУВГП, 2009. – 201 с.
- Клименко М.О., Клименко О.М., Турчина К.П. Агромеліоративний стан осушуваних дерново-глейових карбонатних ґрунтів Західного Полісся України: Монографія. – Рівне: НУВГП, 2012. – 180 с.
- Клименко М.О., Гриб Й.В., Сондак В.В., Гринюк В.І., Войтишина Д.Й. Відродження екосистем трансформованих басейнів річок та озер (Рекомендації до розробки ОВНС) Монографія. / за ред. д.б.н., професора Й.В. Гриба. - Рівне: НУВГП, 2012 – 246 с.
- Клименко О.М., Статник І.І. Методологія покращення екологічного стану річок Західного Полісся (на прикладі р. Горинь). Монографія. – Рівне: НУВГП, 2012 – 224 с.
- М.О. Клименко, А.М. Прищепа, О.М. Клименко, Л.М. Стецюк. Оцінювання стану водних екосистем за показниками біотестування. Монографія. Рівне: НУВГП, 2014 р. – 170 с.
- Клименко М.О., Вознюк Н.М., Вербецька К.Ю. Екологічний стан басейнів річок екорегіону «Кавказ». Монографія. – Рівне: НУВГП, 2013. – 240 с.
- Клименко О.М., Клименко Л.В. Стратегія сталого розвитку Здолбунівського району /Тимощук В.О., Клименко Л. В., Шуль В.С. та ін. // Монографія. – Рівне : ТОВ «Друк Волині», 2013. – 121 с.
- Сташук В.А., Маланчук З.Р, Рокочинський А.М. та інші. Захист від забруднення ландшафтів побутовими та промисловими відходами на основі використання природних сорбентів: Монографія / за ред. проф. В.А. Сташука, З.Р. Маланчука та проф. А.М. Рокочинського; [В.А. Сташук, З.Р. Маланчук, А.М. Рокочинський,  М.О. Клименко, П.Д. Колодич, Л.І. Каменчук, Р.В. Жомирук, С.Ю. Громаченко, О.О. Бєдункова]. – Херсон: Грінь Д.С., 2014 – 420 с.
- Клименко М.О., Прищепа А.М., Хомич Н.Р. «Оцінювання стану міста Рівне за показниками соціо-екологічного моніторингу. Монографія. – Рівне: НУВГП, 2014 – 240 с.

### Довідники
- Клименко М.О. Довідник з агрохімічного та агроекологічного стану ґрунтів України – Київ: Урожай, 1994. – 350 с.
- Клименко М.О., Вознюк С.Т., Лико Д.В., Гаць П.І. Регулювання водного режиму запорука високих врожаїв Київ: Каменяр, 1987. – 35 с.

### Практикуми
- Клименко М.О., Прищепа А.М. Практикум з радіоекології: Навчальний посібник – Рівне: НУВГП, 2010. - 220 с.
- Клименко М.О., Н.В. Кнорр, Ю.В. Пилипенко Моніторинг довкілля: Практикум – К:Кондор, 2010 – 286 с.
- Клименко М.О., І.І. Залеський. Техноекологія. Практикум – Рівне: НУВГП 2010 – 84 с.
- Клименко М.О., Прищепа А.М., Лебедь О.О., Радіоекологія. Практикум / [М.О. Клименко, А.М. Прищепа, О.О. Лебедь] – Херсон: ОЛДІ-ПЛЮС, 2014 – 404 с.
- Гриб Й.В., Клименко М.О., Сондак В.В., Гуцол А.В. та ін. Реабілітація порушених річкових та озерних систем (гідро екологія, іхтіоекологія, економіка, управління): лабораторний практикум / Й.В. Гриб, М.О. Клименко, В.В. Сондак, А.В. Гуцол, Д.Й. Войтишина, С.О. Мушит, О.М. Клименко, С.М. Шепелюк. – Вінниця: ФОП Рогальська І.О., 2015. – 424 с.
- Клименко М.О., Бєдункова О.О. Біологія. Лабораторний практикум. Навч. посібник. – Рівне: НУВГП, 2015. – 83 с.

### Наукові праці
2010 р.
- Гущук І.В., Клименко М.О., Долженчук В.І. Еколого-гігієнічна характеристика та прогноз забруднення атмосферного повітря Рівненської області. Вісник НУВГП: збірник наукових праць. Випуск 1 (49). – Рівне, 2010. – С. 10.
- Клименко М.О., Прищепа А.М. Дослідження впливу урбанізації на агросферу. Вісник НУВГП: збірник наукових праць. Випуск 2 (50). – Рівне, 2010. – С. 16.
- Клименко М.О., Вознюк Н.М., Вербецька К.Ю. Річки Західної Грузії – типологія, референсні умови. Вісник НУВГП: збірник наукових праць. Випуск 4 (52). – Рівне, 2010. – С. 3.
- Клименко М.О., Статниик І.І., Борщевська І.М. Удосконалення системи моніторингу агроекосистем в зоні впливу підприємства цементного виробництва. Матеріали Всеукраїнської наукової екологічної конференції «Збалансований (сталий) розвиток України». Київ, 26 жовтня 2010 р. – К.: Центр екологічної освіти та інформації, 2010. – С.340-343.
- Клименко М.О., Статниик І.І., Борщевська І.М. Вплив техногенного забруднення на здоров’я населення зони впливу ВАТ «Волинь-Цемент». Збірник наукових праць Подільського державного аграрно-технічного університету до У науково-практичної конференції «Сучасні проблеми збалансованого природокористування». Листопад 2010 р., м. Кам’янець-Подільський. С.149-151.
- Клименко М.О., Прищепа А.М., Клименко Л.В., Брежицька О.А. Оцінка соціо-економіко-екологічного стану населених пунктів у контексті сталого розвитку. // Збалансований (сталий) розвиток України – пріоритет національної політики: матеріали Всеукраїнської наукової екологічної конференції (Київ, 26 жовтня 2010р.) – К.: Центр екологічної освіти та інформації, 2010. С.294-298
- Клименко М.О., Лико Д.В., Клименко О.М., Прищепа А.М., Клименко Л.В. Оцінка придатності земель сільськогосподарського призначення спеціальним зонам. // Збірник наукових праць Подільського державного аграрно-технічного університету  до V науково-практичної конференції «Сучасні проблеми збалансованого природокористування», 2010. С. 250-253.
- Клименко М.О., Прищепа А.М., Хомич Н.Р. Моніторинг якості середовища антропогенно-трансформованих територій м. Рівне. // Збірник наукових праць Подільського державного аграрно-технічного університету  до V науково-практичної конференції «Сучасні проблеми збалансованого природокористування», 2010. С.79-81.
- М.О.Клименко, А.М.Прищепа, О.А.Брежицька. Оцінка соціо-економіко-екологічного стану селітебної території міських поселень в контексті сталого розвитку // Збірник матеріалів другої міжнародної  науково-практичної конференції «Екологія: вчені у вирішенні проблем науки, освіти і практики»  Житомир, 2010

2011 рік
- Клименко М.О. Типізація річок Західної Грузії / Клименко М.О., Вознюк Н.М., Вербецька К.Ю.: збірник наукових статей [“ІІІ–й Всеукраїнський з’їзд екологів з міжнародною участю ”]. —– Вінниця, 2011. — С. 193 — 196.
- Клименко М.О., Вознюк Н.М., Вербецька К.Ю. Річки Західної Грузії. Вісник НУВГП. Збірник наукових праць. Випуск 4 (52). Сільськогосподарські науки. - Рівне, 2010. - с. 3-12. (вийшов у 2011 р.).
- Клименко М.О., Прищепа А.М. Вплив великих міст на розвиток агросфери. // Вісник НУВГП: збірник наукових праць. Випуск 2 (54). – Рівне, 2011. – С. 3.
- Клименко М.О., Вознюк Н.М., Буднік З.М. Характеристика басейну річки Іква. // Вісник НУВГП: збірник наукових праць. Випуск 2 (54). – Рівне, 2011. – С. 11.
- Клименко М.О., Прищепа А.М., Брежицька О.А., Лащенко О., Нагорна Л. Аналіз факторів порушення екологічної безпеки урбанізованих територій. Вісник НУВГП: збірник наукових праць. Випуск 3 (55). – Рівне, 2011. – С. 3.
- Клименко М.О., Статник І.І., Борщевська І.М. Оцінювання токсичного забруднення агроекосистем у зоні впливу підприємства цементного виробництва. Вісник НУВГП: збірник наукових праць. Випуск 3 (55). – Рівне, 2011. – С. 9.
- Клименко М.О., Прищепа А.М. Просторові зміни агросфери під впливом урбанізації //Збірник наукових праць Подільського державного аграрно-технічного університету  до VI науково-практичної конференції «Сучасні проблеми збалансованого  природокористування»,  Кам’янець-Подільськ, 2011.

2012 рік
- Клименко М.О. Вплив осушення і землеробського використання  на властивості перезволожених ґрунтів ПЗР України (підсумковий огляд наслідків досліджень вчених НУВГП і споріднених установ з названої проблеми за станом до початку 2012 року) ⁄ Клименко М.О., Вознюк С.Т., Вознюк Н.М., Гурин В.А., Веремеєнко С.І., Музика Р.Є, Рокочинський А.М., Сапсай Г.І. // Вісник НУВГП: збірник наукових праць. Випуск 2 (58). - Рівне, 2012. - С. 3-16.
- Клименко М.О. Дослідження зміни якості поверхневих вод у басейні річки Горинь / Клименко М.О., Клименко О.М., Статник І.І. // Вісник НУВГП: збірник наукових праць. Випуск 4 (60). – Рівне, 2012. – С. 3-14.
- Клименко М.О. Забруднення тваринницької продукції важкими металами у зоні впливу підприємства цементного виробництва / Клименко М.О, Борщевська І.М. // Вісник НУВГП: збірник наукових праць. Випуск 4 (60). – Рівне, 2012. – С. 64-69.
- Клименко М.О. Оцінка гідроморфологічних параметрів річок (на прикладі гірської річки Губісцкалі) / Клименко М.О, Вознюк Н.М., Вербецька К.Ю. // Вісник НУВГП: збірник наукових праць. Випуск 4 (60). – Рівне, 2012. – С. 70-76.
- Клименко М.О. Дослідження стану водних екосистем з використанням КОСВЕ ) / Клименко М.О, Клименко О.М., Стецюк Л.М. // Вісник НУВГП: збірник наукових праць. Випуск 4 (60). – Рівне, 2012. – С. 95-100.
- Клименко М.О. Оцінка родючості ґрунтового покриву Рівненської області із застосуванням ГІС – технологій. / Клименко М.О, Долженчук В.І., Крупко Г.Д., Басовець О.В. // Вісник НУВГП: збірник наукових праць. Випуск 4 (60). – Рівне, 2012. – С. 108-118.
- Клименко М.О., Вознюк Н.М., Буднік З.М. Картографія басейну р. Іква. – Тези IX Всеукраїнської наукової конференції студентів, магістрів та аспірантів “Сучасні проблеми екології та геотехнологій”, 5–7 березня 2012 року. – Житомир: ЖДТУ, 2012. – С. 172.
- Клименко М.О.Оцінка техногенного забруднення ПАТ «Волинь-Цемент» за результатами екологічного аудиту / М.О. Клименко, І.І. Статник, О.М. Клименко, І.М. Борщевська // Рекультивація складних техноекосистем у новому тисячолітті: ноосфер ний аспект: матеріали Міжнародної науково-практичної конференції. - Дніпропетровськ: ДДАУ, 2012. – 368 с.
- Клименко М.О., Колесник Т.М., Прищепа А.М. Родючість ґрунтового покриву як показник екологічної безпеки функціонування агроекосистеми. Тези доповіді Міжнародної науково-практичної конференції «Рекультивація складних техноекосистем у новому тисячолітті:ноосферний аспект» м. Дніпропетровськ, 29-30 травня 2012 р.
- Клименко М.О., Прищепа А.М.., Колесник Т.М. Стійкість та розвиток агросфери. Матеріали III Міжнародна науково-практична конференції «Сучасні проблеми біології, екології та хімії» м. Запоріжжя 11-13 травня 2012 року.
- Клименко М.О., Прищепа А.М., Клименко Л.В., Брежицька ОА   Характеристика допоміжних (вибіркових) дисциплін в бакалавраті, які забезпечують підготовку магістрів для сталого розвитку /Науково-методичний журнал «Нова педагогічна думка»(у друці), 2012 Матеріали XI Міжнародної науково-методичної конференції «Забезпечення наступності змісту в системі ступеневої вищої та післядипломної освіти".
- Клименко М.О., Колесник Т.М., Прищепа А.М. Системний підхід до класифікації агросфери. Збірка наукових праць Міжнародної науково-практичної конференції, присвяченої 90-річчя заснування кафедри ґрунтознавства та охорони ґрунтів ім. проф. М.К. Шикули НУБПУ «Сучасне ґрунтознавство: наукові проблеми та методологія викладання» 28-30 травня 2012р. Київ. – С. 193-197.
- Клименко М.О., Буднік З.М. Estimation of the state of small river of Ikva  / Клименко М.О., Буднік З.М. // Тези Міжнародної науково-практичної молодіжної конференції “Інноваційні технології в водогосподарському комплексі”, 23-25 квітня 2012 р – Рівне: НУВГП, 2012. – С. 30.
- Клименко М. О. Порівняльний аналіз нормативів якості поверхневих вод [Електронний ресурс] / М. О. Клименко, Н. М. Вознюк, К. Ю. Вербецька // Наукові доповіді Національного університету біоресурсів та природокористування. – Київ, 2012. – Вип. 1(30). Режим доступу до статті: http://nd.nubip.edu.ua/2012_1/12kmo.pdf [Архівовано 30 Листопада 2016 у Wayback Machine.].
- Клименко М.О. Оцінка придатності поверхневих вод західної Грузії для потреб зрошення / М.О. Клименко, Н.М. Вознюк, К.Ю. Вербецька // Економіка. Екологія. Управління: збірник наукових праць – Ірпінь, Національний університет державної податкової служби, 2012. – С. 149-156.
- Клименко М.О. Гідроморфологічна оцінка стану русло-заплавного комплексу (на прикладі гірської річки Губісцкалі) / М.О. Клименко, Н.М. Вознюк, К.Ю. Вербецька: Збірник матеріалів 4-го Міжнародного екологічного форуму [“Чисте МІСТО. Чиста РІЧКА. Чиста ПЛАНЕТА”], (Херсон, 13-14 вересня 2012 р.) – Херсон, ХТПП, 2012. – С. 117-123.
- Клименко М.О., Прищепа А.М. Кризові явища агросфери в зоні впливу урбанізованих територій Матеріали Міжнародної конференції «Зелена» економіка: перспективи впровадження в Україні (24-25 квітня 2012р) – С. 287-291.
- Клименко М.О., Прищепа А.М., Брежицька ОА,  Клименко Л.В Методологічні підходи до агрегування показників для оцінки розвитку урбосоціоекосистем. Матеріали Всеукраїнської науково-практичної конференції «Стратегія розвитку сучасного міста» 25-27 квітня 2012.м. Сімферополь – С. 74-77.
- Клименко М.О., Прищепа А.М., Клименко Л.В., Брежицька ОА. Методологічні підходи до оцінювання екологічного розвитку територій за показниками сталого розвитку. Матеріали Всеукраїнської науково-практичної конференції «Управління сталим розвитком територій в контексті світового досвіду» 28 березня 2012 Сімферополь – C. 26-30.

2013 рік
- Verbetska K. The ecological evaluationriver basinsin West Georgia / Verbetska. K., Klymenko N., Voznyuk N. // Black Sea Energy Resource Developmentand Hydrogen Energy Problems / Series: NATO Science for Peace and Security Series – C: Environmental Security. – Springer, 2013. –  С. 301-313.
- Клименко М.О., Вознюк Н.М. Порівняльний аналіз якості поверхневих вод р. Дніпро. - Збірник наукових статей [“IV-й Всеукраїнський з’їзд екологів з міжнародною участю”]. – Вінниця, 2013.
- М. О. Клименко, Н.М. Вознюк, Л.В. Сорока Стік забруднюючих речовин водами русла ріки Західний Буг за межі України. - «Вода: проблеми та шляхи вирішення». Матеріали четвертої науково-практичної конференції.м.Рівне,4-7 липня 2013 року. – Житомир Вид-во ЖДУ ім. Франка.
- Клименко М.О, Прищепа А.М. Методологічні підходи до визначення меж зони впливу урбосистем на агросферу Матеріали Міжнародної конференції Довкілля 2013.
- Клименко М.О. Винесення забруднюючих речовин з річковим стоком західної Грузії до Чорного моря / Вознюк Н.М., Вербецька К.Ю.// Вісник НУВГП: збірник наукових праць. Випуск 1 (61). - Рівне, 2013. – С. 3-9.
- Клименко М.О. Оцінка стану забруднення сільськогосподарських угідь Рівненської області важкими металами / Кирильчук Н.В., Кір’янчук К. І., Музика В.І.// Вісник НУВГП: збірник наукових праць. Випуск 1 (61). - Рівне, 2013. – С. 15-22.
- Клименко М.О. Дослідження зміни якості поверхневих вод в басейні річки Іква / Буднік З.М.// Вісник НУВГП: збірник наукових праць. Випуск 2 (62). – Рівне, 2013. – С. 87-96.
- Клименко М.О. Застосування органічних добрив та їх роль у підвищенні родючості ґрунтів / Долженчук В.І., Крупко Г.Д., Глущенко М.К., Запасний В.С.// Вісник НУВГП: збірник наукових праць. Випуск 2 (62). - Рівне, 2013. – С. 3-10.
- Клименко М.О., Клименко О.М., Буднік З.М. Оцінка соціо-економіко-екологічного розвитку території басейну р. Іква. Вісник НУВГП: збірник наукових праць. Випуск 3 (63). - Рівне, 2013 – С. 179-190.
- Клименко М.О., Статник І.І., Борщевська І.М. Територіальний розподіл важких металів у ґрунтах зони впливу ПАТ «Волинь-Цемент». Вісник НУВГП: збірник наукових праць. Випуск 3 (63). - Рівне, 2013 – С. 210-216.
- Клименко М.О, Долженчук В.І., Крупко Г.Д., Зосімов В.Д., Глущенко М.К., Запасний В.С. Підбір сидеральних культур для підвищення родючості ґрунтів зони Лісостепу та Полісся. Вісник НУВГП. Випуск 4(64) 2013 р. Серія «Сільськогосподарські науки».
- Клименко М.О., Прищепа А.М. Взаємодія урбосистеми з агросферою Таврійський науковий вісник: Науковий журнал. Вип. 86 – Херсон 6 Грінь д.с., 2013 – С. 158-165.

2014 рік
- Клименко М.О, Прищепа А.М., Бєдункова О.О. Екологічне обґрунтування необхідності рециклингу відпрацьованих побутових батарейок. Вісник НУВГП 2014 р. №4(85).
- Клименко М.О., Лико Д.В., Долженчук В.І., Крупко Г.Д., Долженчук Н.В. Проблеми застосування органічного землеробства на території Рівненської області. Вісник НУВГП Випуск 1(65) 2014 р. Серія «Сільськогосподарські науки».
- Клименко М.О. Оцінка екологічного ризику басейну річки Іква / Буднік З.М. // Прыроднае асяроддзе Палесся: асаблівасці і перспектывы развіцця: зб. навук. прац. Палескі аграрна-экалагічны інститут НАН Беларусі; Випуск 7.- Брест. «Альтернатива». 2014. – С. 33-35.

2015 рік
- Клименко Н.А., Бєдункова О.А. Анализ тест-реакций лабораторных культур гидробионтов на хроническую токсичность поверхностных вод. Вестник курганского государственного университета. Серия естеств. науки №1(35) 2015 р. – 4 с.
- Клименко Н.А., Залесский И.И., Бедункова О.А., Клименко А.Н., Глаз С.Н. Пространственно-временные изменения микрокомпонентного состава вод малой реки // Науково-теоретичний журнал «Агроекологічний журнал» № 3. Київ: Інститут агроекології та природокористування НААНУ, 2015 – С. 39-45.
- Комплексна оцінка якості води річки Іква в межах Дубенського району Вісник. Сільськогосподарські науки. Зб. наук. праць. Вип. 1(65). Рівне, 2015.
- Клименко М.О., Прищепа А.М., Каськів М.В. Еколого-генетичний аналіз клітин слизової оболонки рота за мікроядерним тестом дітей дошкільного віку у м. Рівне / М.В. Каськів, М.О. Клименко, А.М. Прищепа // Наукові записки Тернопільського пед. ун-ту. Сер. біол., 2015, №1 (62) – С. 100-106.

### Художньо-публіцистичні видання
- Клименко М.О., Ліхо О.А., Мороз О.Т, Буднік З.М., Тарасюк В.Д. Факультет екології та природокористування: ювілейне видання. – Рівне: НУВГП, 2007. – 133 с.
- Клименко М.О. Дорогами Бельгії
- Клименко М.О. Дорога в одне життя / Дороги молодості. Розповідь. – Рівне. НУВГП. 2008.